# 13652 Elowitz
13652 Elowitz este un asteroid din centura principală de asteroizi.

## Descriere
13652 Elowitz este un asteroid din centura principală de asteroizi. A fost descoperit pe 31 ianuarie 1997 la Kitt Peak National Observatory în cadrul proiectului Spacewatch. El prezintă o orbită caracterizată de o semiaxă mare de 2,22 ua, o excentricitate de 0,19 și o înclinație de 6,0° în raport cu ecliptica.